# Wahlen zum Volksdeputiertenkongress der RSFSR 1990
An den Wahlen zum Volksdeputiertenkongress der RSFSR 1990 wurden am 4. März 1990 insgesamt 1068 Abgeordnete für eine Amtszeit von fünf Jahren in den Volksdeputiertenkongress der Russischen Sozialistischen Föderativen Sowjetrepublik gewählt, 86 % von ihnen aus der Kommunistischen Partei (KPdSU), der Rest waren Nicht-Kommunisten.
Die Wahlbeteiligung lag bei 77 %. Anders als bei den vorherigen Wahlen, durften nun auch Oppositionsparteien teilnehmen, wie etwa das Wahlbündnis Demokratisches Russland, das etwa 190 Sitze gewann. Der gewählte Kongress begann seine erste Sitzung am 16. Mai. Unter den gewählten Abgeordneten der KPdSU war Boris Jelzin, der dann vom Kongress zum Vorsitzenden des Obersten Sowjets der RSFSR gewählt wurde.
Viele KPdSU-Mitglieder, darunter Jelzin, traten daraufhin aus der Partei aus. Die KPdSU wurde 1991 nach dem Augustputsch von Jelzin vorübergehend verboten und brach, zusammen mit der Sowjetunion, im Dezember desselben Jahres vollständig zusammen.
Es war die erste und einzige freie Wahl zum Kongress der Volksdeputierten der RSFSR. Dieser wurde nach der Auflösung der Sowjetunion zum Kongress der Volksdeputierten der Russischen Föderation umbenannt und wurde im Oktober 1993, während der russischen Verfassungskrise, von Jelzin aufgelöst und durch die Staatsduma ersetzt.

## Ergebnis
| Partei                                | Stimmen in % | Sitze |
| ------------------------------------- | ------------ | ----- |
| Kommunistische Partei der Sowjetunion | 86 %         | 920   |
| Unabhängige                           | 14 %         | 148   |
| Total                                 | 100 %        | 1068  |